# اقتصاد هولندا
اقتصاد هولندا يتميز بالاستقرار مقارنة مع باقي الدول الأوروبية الأخرى ويتمتع بنسبة بطالة منخفضة جدا (3.3%). وبلغ الناتج المحلي الإجمالي 826.2 مليار دولار يشكل قطاع الخدمات 73.1% منه ثم قطاع الصناعة بنسبة 24.6% منه وأخيراً قطاع الزراعة بـ 2.3% منه وهكذا يكون نصيب الفرد من الناتج المحلي الإجمالي أكثر من 53 ألف دولار أمريكي سنويا مما يعطي المواطن الهولندي واحداً من أعلى مستويات المعيشة في العالم.
بلغت قيمة صادرات هولندا 461 مليار دولار (2017) بهذا الرقم تعد ثامن أكبر مصدر على مستوى العالم. وهي ثاني أكبر مصدر زراعي على مستوى العالم (بعد الولايات المتحدة الأمريكية) بقيمة 90.3 مليار يورو (2018). أهم صناعات البلاد هي المواد الغذائية، الصناعات الكيمائية، الصناعات الكهربائية وتكرير النفط. لدى هولندا ثروة زراعية متقدمة، فإلى جانب الخضراوات، الفاكهة، الحبوب، تُزرع أيضاً الأزهار والورود وخاصة أزهار الخُزامى (التوليب)، جاعلةً من البلاد أحد أكبر مصدري الورود في العالم. الجبنة الهولندية هي أحد أهم صادرات البلاد.
القطاع السياحي يشكل عنصرا هاماً في الاقتصاد الهولندي وبلغ عدد السياح الزائرين لهولندا 11 مليون سائح سنوياً بإجمالي عائدات 17 مليار دولار.
حلّت البلاد في المرتبة السابعة بين الدول الأكثر ابتكارًا في العالم وفق مؤشر الابتكار العالمي عام 2023 مقارنة بالمرتبة الثانية في عام 2018، وتراجعت للمركز الثامن في مؤشر عام 2024.

## الصناعة
التصنيع هو أهم نشاط اقتصادي في هولندا ويشكل ربع الناتج الوطني الإجمالي. ولقد تعاونت الحكومة ومنظمات أصحاب الأعمال والعمال في وضع أسس سياسات الأجور والسياسات الوظيفية الأخرى، وعلى هذا فالإضراب شيء غير مألوف هناك.

### المعامل
وتعمل مصانع الصلب (الفولاذ)، على قناة بحر الشمال بالقرب من أمستردام، اعتمادًا على خام الحديد المستورد. وتقع ترسانات بناء السفن حول روتردام. أما إيندهوفن فهي مقر واحدة من أكبر شركات العالم للإلكترونيات فيليبس، وينتج مصنع الشركة هناك سلعًا مثل الأجهزة المنزلية وأجهزة المذياع والتلفاز، وتنتج مصانع أخرى سيارات الركوب وسيارات النقل والطائرات التجارية الصغيرة والالآت الصناعية.

### الصناعات الرئيسية
ومن الصناعات الرئيسية أيضًا الأغذية المصنعّة. ومن الأغذية الرئيسية هناك منتجات الألبان خاصة الزبد والجبن والحليب المصّنع والبيض. وتعدُّ هولندا واحدة من أكبر منتجي الجبن في العالم. وتشمل المنتجات الغذائية الأخرى وبنجر السكر والشوكولاتة واللحم المصنّع. والصناعات الكيميائية تنتج العقاقير والأسمدة والدهانات وأعمال البلاستيك والمطاط الصناعي. وهناك مصانع تكرير ضخمة بالقرب من روتردام. وتقوم صناعة النسيج بإنتاج المواد القطنية والصوفية والألياف الصناعية. وكانت أمستردام لفترة طويلة مركزًا شهيرًا لقطع الماس وصقله.

## الزراعة
لا يستطيع الهولنديون تبديد أي مساحة من الأرض ذلك لأن البلاد كثيفة السكان إلى حد كبير. ويقوم الفلاحون بتسميد أراضيهم واستخدام الآلات الحديثة وهذا ما جعل 3% فقط يعمل بالزراعة من مجموع القوى العاملة الهولندية.
ومتوسط مساحة المزرعة الهولندية صغير بسبب كثافة الأرض الزراعية. وتشكل الأراضي المستخدمة للزراعة 28% من المساحة الكلية للدولة.
وأهم فروع الزراعة في هولندا هي مزارع منتجات الألبان. ويزرع أغلب السكان المحاصيل التي تستخدم بصفة رئيسية لتغذية الحيوانات. وهناك حوالي 3.75مليون رأس من الأبقار. ويربي الفلاحون الخنازير والدواجن والغنم.

### المحاصيل
وأهم المحاصيل: البطاطس (أكثر من 7 ملايين طن)، وبنجر السكر (أكثر من 6 ملايين طن)، والحبوب (2 مليون طن). وزراعة الزهور من أهم تخصصات الزراعة الهولندية، حيث تزرع الزهور والخضراوات في بيوت زجاجية ضخمة ثم تُصدّر إلى معظم بقاع العالم. وأبصال الزهور، وخاصة الزنابق مهمة أيضًا. وتغطي زهور النرجس والياقوتين والزنابق منطقة الريف بين هارلم وليدن في شهري أبريل ومايو من كل عام.

## التعدين
ينتج الهولنديون الكثير من الغاز الطبيعي. يقع في إقليم خرونينجن في الجزء الشمالي الشرقي من الأراضي المنخفضة واحد من أكبر مستودعات هذا الوقود وهو حقل سلوخترن. وتوجد آبار النفط في إقليم درنت في الشمال الشرقي وبالقرب من لاهاي. ويسد إنتاج هذه الآبار جزءًا يسيرًا من حاجة البلاد.
وتقع رواسب الملح بالقرب من هنجلو، ويذيب عمال التعدين الملح الخام تحت الأرض ثم يضخون الملح الذائب إلى السطح؛ حيث تتم عملية التبخير للحصول على الملح.

## صيد السمك
تأتي حصيلة السمك الهولندي أساسًا من المياه الساحلية والخلجان ومن بحر الشمال، ويتم صيد الروبيان(الجمبري)وأسماك الثعابين والرخويات من المياه الساحلية. وأهم الأنواع هي سمك الرنجة والماكريل.وبلغ الصيد 700 ألف طن متري عام 2006م.

## الموارد الطبيعية
تملك هولندا مخزونًا ضخمًا من الملح والغاز الطبيعي وبعض النفط. والتربة في منطقة الأراضي المجففة خصبة جدًا. وتغطي الغابات ومعظمها من الزان والبلوط والصنوبر حوالي 8% من الأراضي فقط، وتتدفق أنهار كثيرة عبر هولندا. ولكن الأراضي مستوية إلى درجة أن الأنهار لا تتدفق بالقوة الكافية لتوليد الطاقة الكهربائية المائية. لذا فإن القوى الكهربائية تتولد بشكل رئيسي بوساطة محطات القوى التي تستخدم الوقود، وكذلك محطات القوى النووية. أما الأنهار، ومعها الشبكة المترابطة من القنوات، فتمد البلاد بالنقل الرخيص.